# Olivier Rochus
Olivier Rochus (Namur, 18 de Janeiro de 1981) é um tenista profissional da Bélgica.
Rochus possui um título de Grand Slam em duplas, com o também belga Xavier Malisse em Roland-Garros de 2004. No tempo de juvenil era parceiro de duplas de Roger Federer, é o tenista mais baixo do circuito da ATP com 1,65 m, e o irmão mais novo de Christophe Rochus. Já foi eleito o novato do ano em 2000 pela ATP, e é representante da esquadra belga na Copa Davis.
Encerrou o ano de 2011 como o número 67 do mundo.

## Conquistas

### Simples
- 2000 ATP de Palermo, Itália
- 2006 ATP de Munique, Alemanha

Duplas
- Roland-Garros de 2004, França com Xavier Malisse
- 2005 ATP de Adelaide, Austrália com Xavier Malisse